# 博胡米尔·戈利安
博胡米尔·戈利安（1931年3月25日—2012年1月11日），斯洛伐克男子排球运动员。他曾代表捷克斯洛伐克国家队参加1964年和1968年夏季奥林匹克运动会排球比赛，获得一枚银牌和一枚铜牌。